# Immeuble Guinguenaud
Le terrain sur lequel est édifié l'immeuble Guinguenaud est situé à Saintes, en Charente-Maritime. Il a été classé au titre des monuments historiques en 1937.

## Historique
L'immeuble est acquis par la ville en vue du dégagement de la maison du Présidial. Sa démolition s'achève en 1938.
Le terrain est classé au titre des monuments historiques par arrêté du 14 septembre 1937.